# Harrison, Ohio
Harrison là một thành phố thuộc quận Hamilton, tiểu bang Ohio, Hoa Kỳ. Năm 2010, dân số của thành phố này là 9897 người.

## Dân số
- Dân số năm 2000: 7487 người.
- Dân số năm 2010: 9897 người.